# Ryōkei Shōsen
Ryōkei Shōsen (ur. 15 września 1602, zm. 23 sierpnia 1670; jap. 龍渓性潜) – japoński mistrz zen szkoły ōbaku. Był głównym czynnikiem powstania szkoły ōbaku.

## Życiorys
Ryōkei urodził się w Kioto. Był drugim synem Okamury Seiichirō, który był bliski śmierci, gdy chłopiec był jeszcze dzieckiem. Gdy wyzdrowiał, rodzina przypisała to leczeniu techniką termopunktury, którą wykonał wędrowny mnich buddyjski. Z tego powodu przeznaczyli Ryōkena na oddanie do klasztoru.
Początkiem jego kariery mnisiej stał się klasztor Tō, główna świątynia szkoły shingon w Kioto. Miał wtedy 8 lat. W wieku 16 lat opuścił Tō-ji i przeszedł ceremonię tonsurową (postrzyżyn) w małym klasztorze Jiun-san Fumon-ji w miejscowości Tonda w prowincji Settsu. Praktykował u mistrza Chūshitsu Genshō. W kilka lat później, po śmierci Chūshitsu, Ryōkei odziedziczył tę świątynię w bardzo młodym wieku. 
Wkrótce wyruszył na długoletnią pielgrzymkę po klasztorach i świątyniach. W czasie jej trwania otrzymał przekaz Dharmy od mistrza zen z linii Myōshin-ji – Hakubu Eryō (zm. 1629). Po jego śmierci zastąpił go na stanowisku opata w Ryōan-ji, filii klasztoru Myōshin. Prawie w tym samym czasie został wybrany głównym mnichem w Myōshin-ji. Ryōkei nie miał wtedy jeszcze 30 lat.
W 1651 roku został opatem Myōshin-ji i otrzymał purpurowa szatę. W 1654 roku wybrano go ponownie. Wtedy wystosował zaproszenie dla chińskiego mistrza chan Yinyuana Longqi (1592–1673), który właśnie w 1654 roku przybył do Nagasaki. Ryōkei wraz ze swym stronnictwem (m.in. Tokuō Myōkō (1611–1681) i Jikuin Somon (1611–1677)) planowali przeznaczyć stanowisko opata Myōshin-ji dla chińskiego mistrza. Jednak było to znacznie trudniejsze niż przypuszczali, gdyż Yinyuan jako obcokrajowiec nie miał zgody na podróżowanie po Japonii oraz grupa prowadzona przez Gudō Tōshoku (1577–1661) skutecznie blokowała wszelkie wysiłki grupy prochińskiej.
Ostatecznie udało się grupie Ryōkana przekonać rząd bakufu do wydania zezwolenia dla Yinyuana na opuszczenie Nagasaki i udanie się do Fumon-ji w 8 miesiącu 1655 roku. Jednak Yinyuan w 1656 roku postanowił wrócić do Chin. Ryōkei i japońscy uczniowie mistrza zaczęli teraz starania o zostanie jego w Japonii. Tym razem rząd bakufu był pozytywnie nastawiony i zniesiono areszt Yinyuana dając mu także większą możliwość poruszania się.
W tym czasie od grupy odłączył Jikuin i Ryōkei zaczął sam kontaktować się z bakufu. W 1657 roku odbył dwie podróże do Edo. W czasie drugiej wizyty załatwił sfinansowanie 15 koku ryżu, co pozwalało na wyżywienie około 100 ludzi, dla społeczności w Fumon-ji. Pod koniec 1658 roku Yinyuan udał się do Edo na spotkanie z władzami bakufu i sprawy ruszyły szybko. 5 miesiąca 1661 roku zaczęto budować klasztor Mampuku, jesienią tegoż roku zamieszkał już w nim Yinyuan wraz z uczniami, aby nadzorować budowę. 
Ryōkei w 1664 roku otrzymał potwierdzenie oświecenia od mistrza Yinyuana (jako pierwszy z kilku tak wyróżnionych japońskich uczniów). Wkrótce potem abdykowany cesarz Go-Mizunoo (後水尾, pan. 1611-1629) wyznaczył go głównym mnichem i potem opatem klasztoru Hōrin-san Shōmyō-ji. Ryōkei odbudował ten klasztor ze zniszczeń.
Był nauczycielem zen byłego cesarza Go-Mizunoo przez wiele lat. W 1666 roku cesarz został jego jedynym spadkobiercą.
W 1669 roku otrzymał formalny przekaz szaty od Yinyuana i został jego spadkobiercą. W tym samym roku otrzymał honorowy tytuł Daishūshōtō Zenji od Go-Mizunoo.
Mistrz zen Ryōkei Shōsen zmarł 23 sierpnia 1670 roku podczas wizyty z wykładami w Osace w klasztorze Kyūshin-in, który został zalany falą powodziową. Zdołał jeszcze pędzelkiem napisać swój wiersz śmierci, który potem odnaleziono.

## Linia przekazu Dharmy zen
Pierwsza liczba oznacza liczbę pokoleń mistrzów od 1 Patriarchy indyjskiego Mahakaśjapy.
Druga liczba oznacza liczbę pokoleń od 28/1 Bodhidharmy, 28 Patriarchy Indii i 1 Patriarchy Chin.
Trzecia liczba oznacza początek nowej linii przekazu w danym kraju.
- 68/41 Miyun Yuanwu (1566–1642)
  - 69/42 Feiyin Tongrong (1593–1661)
    - 70/43/1 Yinyuan Longqi (jap. Ingen Ryuki) (1592–1673) 23 spadkobierców Dharmy w tym 3 Japończyków. 1 opat Mampuku-ji
      - 71/44/2 Duzhan Xingrong (1628–1706)
        - 72/45/3 Tengan (bd)

      - 71/44/2 Yiran Xingrong (1601–1668) opat Kōfuku-ji
      - 71/44/2. Dokuhon Shōgen (1618–1689)
      - 71/44/2. Dokuryu Shoeki
      - 71/44/2. Ryōkei Shōsen (1602–1670) 1 spadkobierca Dharmy, opat Shōmyō-ji
        - 72/45/3. Go-Mizunoo (1612–1629) cesarz Japonii
          - 73/46/4. Kaiō Hōkō (1635–1712) opat Shōmyō-ji, linia ta dała później dwóch opatów Mampuku-ji.

      - 71/44/2. Dokushō Shōen (1617–1694)
      - 71/44/2. Jifei Ruyi (jap. Sokuhi Nyoitsu) (1616–1671) 5 spadkobierców Dharmy
      - 71/44/2. Mu’an Xingtao (jap. Mokuan Shōtō) (1611–1684) 46 spadkobierców Dharmy, w tym 43 Japończyków. 2 opat Mampuku-ji
        - 72/45/2. Hakuo Dotai (zm. 1682) opat Daikyu-an
          - 73/46/3. Ryōnen Gensō (1646–1711) mistrzyni zen

        - 72/45/3. Tannen Dōjaku (1629–1679) były mnich szkoły sōtō
        - 72/45/3. Tetsugen Dōkō (1630–1682) nie zostawił spadkobierców
        - 72/45/3. Ichimyō Dōgen (1635–1685)
        - 72/45/3. Tesshin Dōhan (1641–1710) dwukrotny opat Zuishō-ji
        - 72/45/3. Jitsuden Dōkin (1627–1704) 4 opat Zuishō-ji
        - 72/45/3. Tanzan Dōshō (1606–1682)
        - 72/45/3. Tetsugyū Dōki (1628–1700) 34 spadkobierców Dharmy. 2 opat Zuishō-ji[d]
          - 73/46/4. Linia przekazu chōshō

        - 72/45/3. Egoku Dōmyō (1632–1721) 42 spadkobierców Dharmy, 3 opat Zuishō-ji i swojego klasztoru Hōun-ji 
          - 73/46/4. Linia przekazu shōringe

        - 72/45/3. Chōon Dōkai (1628–1695)

      - 71/44/2. Huilin Xingji (1609–1681) 6 japońskich spadkobierców Dharmy. 3 opat Mampuku-ji
        - 72/45/3. Linia przekazu ryūko
        - 72/45/3. Duzhan Xingying (Xingrong) (1628–1726) 39 spadkobierców Dharmy (38 Japończyków). 4 opat Mampuku-ji
          - 73/46/4. Linia przekazu shishirin oraz 3 mniejsze linie
          - 73/46/4. Enzū Dōjō (1643–1704) 17 spadkobierców Dharmy
          - 73/46/4. Sekisō Dōkō (1638–1704
          - 73/46/4. Yuefeng Daozhuang (1655–1734) 8 opat Mampuku-ji
          - 73/46/4. Yuefeng Daozhang (1655–1734) Chociaż sam nie był opatem, jego linia przekazu dała następnych.

      - 71/44/2. Huimen Rupei (1615–1664) początkowo następca Yinyuana w Chinach; przybył do Nagasaki. 11 spadkobierców Dharmy.
        - 72/45/3. Gaoquan Xingdong[e] (1633–1695) 16 spadkobierców Dharmy. 5 opat Mampuku-ji
          - 73/46/4. Linia przekazu bukkoku-ha